# کمبریج (کنتاکی)
کمبریج (به انگلیسی: Cambridge) شهری در ایالت کنتاکی کشور ایالات متحده آمریکا است که جمعیت آن در سرشماری سال ۲۰۱۰ میلادی، ۱۷۵ نفر بوده‌است.